# Ulrich Pothast
Ulrich Pothast (* 29. September 1939 in Steinau an der Straße) ist ein deutscher Philosoph.

## Leben
Pothast studierte Philosophie, Deutsch und Französisch in Marburg, West-Berlin und zusätzlich Medizin in Heidelberg. Er promovierte 1968 an der Universität Heidelberg bei Dieter Henrich, war Visiting Fellow an den Universitäten Princeton und Columbia, Research Associate an der Universität Berkeley (USA) und Fellow am Wissenschaftskolleg zu Berlin. Er lehrte Philosophie an den Universitäten Heidelberg und Bielefeld sowie an der Hochschule für Musik und Theater Hannover. Dort wurde er 1982 Universitätsprofessor (C4) für Philosophie. Er ging 2004 in Ruhestand. Lebt in Berlin.
Pothasts Arbeitsgebiete sind die Theorie des Bewusstseins (Fragen der Selbstbeziehung 1971, Philosophisches Buch 1988, Lebendige Vernünftigkeit 1998), die Handlungstheorie (Die Unzulänglichkeit der Freiheitsbeweise 1980, Freiheit und Verantwortung 2011) und die philosophische Ästhetik (The metaphysical vision 2008). In der deutschen Philosophie bekannt wurden seine frühe Stellungnahme gegen Willensfreiheit und traditionell gedachte Verantwortlichkeit sowie sein Vorschlag, die höherstufigen Leistungen des menschlichen Bewusstseins von einem vor-rationalen, elementaren Spüren oder Empfinden her zu verstehen.

## Werke
- Über einige Fragen der Selbstbeziehung. Klostermann, 1971.
- Die Reise nach Las Vegas. Roman. Insel, 1977, ISBN 3-458-05024-8
- Seminar: Freies Handeln und Determinismus. Suhrkamp, 1978, ISBN 3-518-27857-6
- Die Unzulänglichkeit der Freiheitsbeweise. Suhrkamp, 1980, ISBN 3-518-06419-3
- Die eigentlich metaphysische Tätigkeit. Suhrkamp, 1982, ISBN 3-518-28387-1
- Das Bild meiner Stadt im Schnee. Gedichte. Suhrkamp, 1984, ISBN 3-518-04574-1
- Philosophisches Buch. Suhrkamp, 1988, ISBN 3-518-57932-0
- Lebendige Vernünftigkeit. Suhrkamp, 1998, ISBN 3-518-58268-2 Buchbesprechung
- The metaphysical vision: Arthur Schopenhauer’s philosophy of art and life and Samuel Beckett's own way to make use of it. New York, 2008, ISBN 978-1-4331-0286-8
- Freiheit und Verantwortung: Eine Debatte, die nicht sterben will – und auch nicht sterben kann. Frankfurt/M. (Klostermann) 2011, ISBN 978-3-465-04130-6
- Wie frei wir sind, ist unsere Sache: Personeigene Freiheit in der Welt der Naturgesetze. Frankfurt/M. (Klostermann) 2016, ISBN 978-3-465-04273-0
- Nachkriegskindheit – Heikle Jahre: Eine Lebenshälfte. Autobiographische Skizze. Norderstedt (BoD), 2020, ISBN 978-3-7519-9804-8